# Ri (voornaamwoord)
Ri ([ri], bezittelijk: ria [ˈri.a]) is een enkelvoudig derdepersoons geslachtsneutraal voornaamwoord in het Esperanto, bedoeld als alternatief voor de geslachtsspecifieke li ("hij") en ŝi ("zij"). Het wordt door sommige sprekers gebruikt wanneer het geslacht van een persoon niet bekend is of wanneer het niet wenselijk is om deze persoon als een "hij" of een "zij" aan te duiden, vergelijkbaar met de manier waarop enkelvoudig they in het Engels wordt gebruikt. In het Esperanto heet het gebruik van dit voornaamwoord riismo ([ri.ˈis.mo], letterlijk ri-isme).
Op 12 mei 2020 heeft Marcos Cramer, lid van de Akademio de Esperanto, een empirische studie gepubliceerd over het gebruik van geslachtsneutrale voornaamwoorden in het Esperanto. De conclusie was, dat het voornaamwoord ri in 2020 veel bekender was, en meer gebruikt werd, dan tien jaar eerder, en dat deze ontwikkeling sterker was bij jongeren. Het bleek dat het voornaamwoord veel gebruikt werd om te verwijzen naar non-binaire personen, maar dat het gebruik van het voornaamwoord om te verwijzen naar een niet-specifieke persoon ook vrij veel voorkwam.
Het voornaamwoord is niet officieel erkend door de Akademio de Esperanto, maar sommige leden van de academie gebruiken het desalniettemin. Op 24 juni 2020 antwoordde het adviesorgaan van de academie als volgt op een vraag betreft voornaamwoorden voor non-binaire personen:
De vraag raakt een moeilijk onderwerp, omdat er in het Esperanto geen traditioneel voornaamwoord bestaat voor mensen die zich identificeren als niet behorend tot een van de traditionele geslachten, en er tot nu toe geen uitdrukking is geaccepteerd door de hele taalgemeenschap.

De Akademio de Esperanto observeert, analyseert en bespreekt zorgvuldig de huidige taalevolutie en taaldebatten. Als puur adviserend orgaan, maar geenszins beslissend, kan de Lingva Konsultejo nu niet vooruitlopen op een aanbeveling of andere beslissing of interpretatie van het Fundamento die door de Akademio gedaan zou kunnen worden.
Het voornaamwoord ri wordt gebruikt in teksten van verschillende muzikanten, met name in meerdere nummers van de band La Perdita Generacio.

## Geschiedenis
De precieze geschiedenis van het voornaamwoord ri is onduidelijk; het schijnt meerdere malen onafhankelijk gecreëerd te zijn, omdat er niet veel andere opties zijn die het patroon van andere voornaamwoorden volgen en in het Esperanto nog geen bestaande betekenis hebben.
Het eerste geregistreerde gebruik van het voornaamwoord was in 1976 in het tijdschrift Eĥo van de Deense Esperanto-vereniging, waar werd voorgesteld om het te gebruiken naast de al bestaande voornaamwoorden li ("hij") en ŝi ("zij"). Tot ongeveer 2010 bleef het een weinig gebruikt, experimenteel woord, maar na 2010 is het gebruik ervan aanzienlijk toegenomen, vooral onder jongere sprekers in westerse landen, wat samenvalt met soortgelijke verschuivingen naar geslachtsneutraal taalgebruik in verschillende westerse culturen.
Het Plena Manlibro de Esperanta Gramatiko, een gezaghebbend en uitgebreid boek over Esperanto-grammatica, raadde vroeger het gebruik van het voornaamwoord af, maar vanaf de versie van april 2019 niet meer. Het beschrijft nu zonder waardeoordeel de verschillende manieren waarop het voornaamwoord in de praktijk wordt gebruikt.

## Toepassingen
Het voornaamwoord ri heeft meerdere toepassingen.
- Om te verwijzen naar een ongespecificeerde persoon. Bijvoorbeeld: "Se iu alvenos frue, diru al ri, ke ri atendu, ĝis mi alvenos." ("Als iemand te vroeg komt, zeg diegene dan dat die moet wachten tot ik arriveer.")
- Om te verwijzen naar iemand die je niet kent zonder vooronderstelling over gender of sekse. Bijvoorbeeld: "Iu postlasis valizon, en kiu estas riaj ŝlosiloj." ("Iemand heeft een koffer achtergelaten met diens sleutels erin.")
- Om te verwijzen naar een persoon die zich niet volgens het binair geslachtsmodel identificeert. Bijvoorbeeld: "Alekso kaj ria amiko estas ambaŭ neduumaj." ("Alex en diens vriend zijn beiden non-binair.")[7]